# Avenul de sub Pietruța
Avenul de sub Pietruța cunoscut și ca „Avenul de la Citeră” este un aven fosil, de mici dimensiuni. 

## Localizare
Se află în Munții Bihorului, în comuna Gârda de Sus, nu departe de peștera Scărișoara, în Dealul Ocoale. Pentru a ajunge la el se recomandă ajutorul unui ghid local. 

## Istoric
Cunoscut de către localnici încă din cele mai vechi timpuri, a fost explorat partial pe la începutul anilor 1950 de  Traian Dobre, pe atunci tânăr ghid al Scărișoarei. În 1955 el îl conduce la aven pe Marcian Bleahu care "aruncă o privire" fără să facă o explorare completă.
Avenul este explorat și cartat în 1973 de Viorel Roru Ludușan, ghidat de acelaș Traian Dobre. Opt ani mai târziu el se întorce însotit de speologi de la Polaris pentru a încerca o decolmatare dar găsesc Sala Finală inundată.

## Descriere

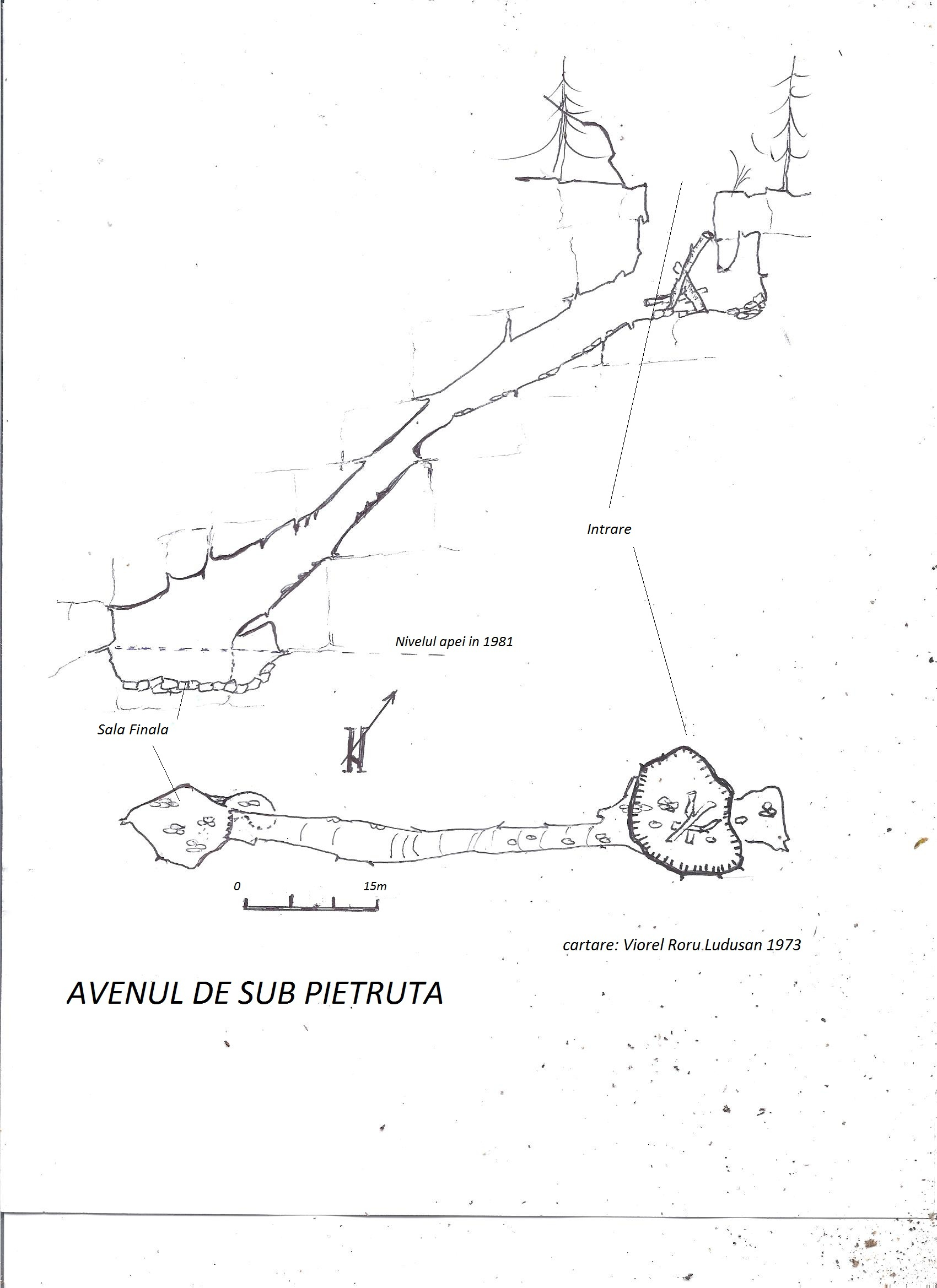
Harta avenului

Intrarea în aven, rezemată de un scund perete de stîncă este camuflată de o geană de pădure și are forma ovala de 3-4 m diametru. Prima verticală, de 12 m se coboară greu din cauza trunchiurilor de copaci cazute. Singura galerie este orientată E-V și coboară din ce în ce mai abrupt. Podeaua este la început acoperită cu bolovani, ca mai jos, la - 40m. să fie acoperita cu scurgeri și gururi. Din tavan atârnă câteva stalactite.
Ultimii metri sunt aproape vericali. Sala Finală, la - 52 m. are podeaua acoperită cu bolovani spălați. În perioade ploioase aici este cantonat un lac de până la 1,5 m adâncime.

## Condiții de vizitare
Sunt necesare corzi, coborâtoare, blocatoare și surse de iluminat.